# Карич, Амир
Амир Карич (словен. Amir Karič; 31 декабря 1973, Орамовица, СФРЮ) — словенский футболист, защитник.

## Футбольная карьера
Карич начинал свою карьеру в клубе «Рудар», после чего перешёл в «Марибор». Он играл за Словению в Евро 2000, после чего в сентябре 2000 перешёл в «Ипсвич Таун», сумма трансфера составила за £700 000, но Карич не оправдал надежды и провёл лишь 3 игры за английский клуб, после чего вернулся в «Марибор» и поехал на чемпионат мира 2002. В 2004 перешёл в «Москву», играя в «Москве», вызывался в сборную Словении в последний год. После играл на Кипре и в Словении. С 2009 по 2011 год играл за «Копер».
В 2012 году выступал за Железничар (Марибор), а в 2013 году ха словенский «Малечник». После этого играл на любительском уровне в Австрии.

## Личная жизнь
Сын Свен Карич также стал футболистом.